# Lucas Assadi
Lucas Humberto Assadi Reygadas (Puente Alto, Santiago; 8 de enero de 2004) es un futbolista profesional chileno. Se desempeña como delantero o volante ofensivo y actualmente milita en Universidad de Chile de la Primera División de Chile.

## Trayectoria
En un principio intentó en ingresar a Palestino, sin embargo en ese entonces el club árabe no tenía categorías para niños tan menores, finalmente ingresó a las categorías inferiores de la Universidad de Chile en el año 2011, cuando él tenía 7 años, siendo acogido por la profesora Isabel Berríos, desde entonces se ha mantenido en la institución realizando toda su etapa formativa en la U.
Debutó profesionalmente en el minuto 87 en el partido de vuelta por la segunda ronda de la Copa Chile contra San Luis de Quillota. El marcador terminó 3-1, con un global de 4-1, dando a la Universidad de Chile el acceso a la siguiente ronda.
Tuvo que esperar hasta 2022 para hacerse con una camiseta de titular y en tres procesos a cargo de distintos directores técnicos: Escobar, López y Miranda. No sería sino hasta el 15 de septiembre donde marcaría su primer gol a nivel profesional, anotando el 2-0 de visita ante Palestino, en partido finalizaría en 2-1 a favor del cuadro universitario.
Tras una temporada 2024 en la que no logró ganarse la titularidad definitiva en La U, incluso no jugó la final de la Copa Chile donde los Azules vencieron 1-0 a Ñublense, el 2025 parecía ser el año para la consagración de Assadi. Sin embargo, el inicio de este no fue como esperaba ya que la combinación de los pocos minutos que le daba Gustavo Álvarez y no poder aprovechar estos lo dejó relegado a la banca e incluso a unas cuantas veces quedar fuera de la lista de citados, como para el Clásico Universitario 200 donde Universidad de Chile derrotó 1-0 a Universidad Católica en el Estadio Nacional. A pesar de eso, Lucas no se rindió y en el segundo semestre logró explotar su nivel, siendo determinante en cancha con goles y asistencias, y ganándose el apodo del Ninja Azul por su celebración cada vez que marcaba.

## Selección nacional

### Selecciones menores
Ha sido nominado para las categorías inferiores de la Selección chilena numerables veces, teniendo participaciones en la Sub-15 y sub-17.  En el año 2019 fue nominado a la Selección chilena sub-17 para disputar el Mundial sub-17 teniendo solo 15 años. hizo su debut en la competición en un encuentro contra Francia sub-17 en el minuto 86 por Alexander Aravena, finalmente Francia sub-17 logró imponerse por un marcador de 2-0. En 2023 participó por la selección chilena sub-20  en sudamericano-sub-20 en Colombia en el partido de Chile vs Bolivia anotó el único gol del partido con asistencia de Darío Osorio con ese gol Chile derroto 1-0 a Bolivia en la fase de grupos del sudamericano Sub-20 2023
Fue convocado por el entrenador Eduardo Berizzo para ser parte de la sub-23, para participar en los Juegos Panamericanos de 2023. e hizo un gol en el partido chile vs república dominicana en los juegos panamericanos anotando el 3-0 que al final Chile ganó 5-0

#### Participaciones en Sudamericanos
| Competencia                 | Sede     | Resultado    | PJ | Goles | Asistencias |
| --------------------------- | -------- | ------------ | -- | ----- | ----------- |
| Sudamericano Sub-15 de 2019 | Paraguay | Primera fase | 4  | 2     | 0           |
| Sudamericano Sub-20 de 2023 | Colombia | Primera fase | 4  | 1     | 0           |

#### Participaciones en Copas del Mundo
| Mundial                | Sede   | Resultado        | Partidos | Goles |
| ---------------------- | ------ | ---------------- | -------- | ----- |
| Mundial Sub-17 de 2019 | Brasil | Octavos de final | 1        | 0     |

#### Participaciones en Juegos Panamericanos
| Competición               | Sede     | Resultado        | Partidos | Goles | Asist. |
| ------------------------- | -------- | ---------------- | -------- | ----- | ------ |
| Juegos Panamericanos 2023 | Santiago | Medalla de plata | 3        | 1     | 0      |

#### Detalles de partidos
| Partidos internacionales con Selección Chilena Sub-23 | Partidos internacionales con Selección Chilena Sub-23 | Partidos internacionales con Selección Chilena Sub-23 | Partidos internacionales con Selección Chilena Sub-23 | Partidos internacionales con Selección Chilena Sub-23 | Partidos internacionales con Selección Chilena Sub-23 | Partidos internacionales con Selección Chilena Sub-23 | Partidos internacionales con Selección Chilena Sub-23 | Partidos internacionales con Selección Chilena Sub-23 |
| N.º                                                   | Fecha                                                 | Estadio                                               | Local                                                 | Resultado                                             | Visitante                                             | Goles                                                 | Asist.                                                | Competición                                           |
| ----------------------------------------------------- | ----------------------------------------------------- | ----------------------------------------------------- | ----------------------------------------------------- | ----------------------------------------------------- | ----------------------------------------------------- | ----------------------------------------------------- | ----------------------------------------------------- | ----------------------------------------------------- |
| 1                                                     | 23-10-2023                                            | Estadio Sausalito, Viña del Mar, Chile                | Chile                                                 | 1-0                                                   | México                                                |                                                       |                                                       | Juegos Panamericanos 2023                             |
| 2                                                     | 29-10-2023                                            | Estadio Sausalito, Viña del Mar, Chile                | Chile                                                 | 5-0                                                   | República Dominicana                                  | 1                                                     |                                                       | Juegos Panamericanos 2023                             |
| 3                                                     | 04-11-2023                                            | Estadio Sausalito, Viña del Mar, Chile                | Chile                                                 | 1-1 (t. s.) 2-4p                                      | Brasil                                                |                                                       |                                                       | Juegos Panamericanos 2023                             |
| Total                                                 | Total                                                 | Total                                                 | Presencias                                            | 3                                                     | Goles                                                 | 1                                                     | 0                                                     |                                                       |

### Selección absoluta
El 6 de noviembre de 2022, fue convocado por Eduardo Berizzo para integrar la selección chilena absoluta en su gira europea donde enfrentó partidos amistosos ante Polonia y Eslovaquia. Tras no ver minutos ante Polonia, el 20 de noviembre debutó con la selección absoluta; ingresó a los 82' en reemplazo de Diego Rubio en el partido ante Eslovaquia, que terminó empatado sin goles.

### Partidos internacionales
Actualizado hasta el 8 de febrero de 2025.
| Partidos internacionales | Partidos internacionales | Partidos internacionales                       | Partidos internacionales | Partidos internacionales | Partidos internacionales | Partidos internacionales | Partidos internacionales | Partidos internacionales | Partidos internacionales |
| N.º                      | Fecha                    | Estadio                                        | Local                    | Resultado                | Visitante                | Goles                    | Asistencias              | DT                       | Competición              |
| ------------------------ | ------------------------ | ---------------------------------------------- | ------------------------ | ------------------------ | ------------------------ | ------------------------ | ------------------------ | ------------------------ | ------------------------ |
| 1                        | 20 de noviembre de 2022  | Tehelné pole, Bratislava, Eslovaquia           | Eslovaquia               | 0-0                      | Chile                    |                          |                          | Eduardo Berizzo          | Amistoso                 |
| 2                        | 11 de junio de 2023      | Estadio Ester Roa Rebolledo, Concepción, Chile | Chile                    | 3-0                      | Cuba                     |                          |                          | Eduardo Berizzo          | Amistoso                 |
| 3                        | 8 de febrero de 2025     | Estadio Nacional, Santiago, Chile              | Chile                    | 6-1                      | Panamá                   |                          |                          | Ricardo Gareca           | Amistoso                 |
| Total                    | Total                    | Total                                          | Presencias               | 3                        | Goles                    | 0                        |                          |                          |                          |

| Selección chilena | Selección chilena | Selección chilena |
| Año               | Partidos          | Goles             |
| ----------------- | ----------------- | ----------------- |
| 2022              | 1                 | 0                 |
| 2023              | 1                 | 0                 |
| 2025              | 1                 | 0                 |
| Total             | 3                 | 0                 |

## Estadísticas

### Clubes
| Club                         | Div        | Temporada  | Liga  | Liga  | Liga   | Copas nacionales | Copas nacionales | Copas nacionales | Torneos internacionales | Torneos internacionales | Torneos internacionales | Total | Total | Total  |
| Club                         | Div        | Temporada  | Part. | Goles | Asist. | Part.            | Goles            | Asist.           | Part.                   | Goles                   | Asist.                  | Part. | Goles | Asist. |
| ---------------------------- | ---------- | ---------- | ----- | ----- | ------ | ---------------- | ---------------- | ---------------- | ----------------------- | ----------------------- | ----------------------- | ----- | ----- | ------ |
| Universidad de Chile · Chile | 1.ª        | 2021       | 7     | 0     | 0      | 2                | 0                | 0                | —                       | —                       | —                       | 9     | 0     | 0      |
| Universidad de Chile · Chile | 1.ª        | 2022       | 27    | 1     | 1      | 7                | 0                | 1                | —                       | —                       | —                       | 34    | 1     | 2      |
| Universidad de Chile · Chile | 1.ª        | 2023       | 25    | 3     | 0      | 2                | 1                | 2                | —                       | —                       | —                       | 27    | 4     | 2      |
| Universidad de Chile · Chile | 1.ª        | 2024       | 22    | 1     | 2      | 9                | 3                | 1                | —                       | —                       | —                       | 31    | 4     | 3      |
| Universidad de Chile · Chile | 1.ª        | 2025       | 13    | 4     | 5      | 5                | 1                | 0                | 4                       | 3                       | 0                       | 22    | 8     | 5      |
| Universidad de Chile · Chile | Total club | Total club | 94    | 9     | 8      | 25               | 5                | 4                | 4                       | 3                       | 0                       | 123   | 17    | 12     |
| Total club                   | Total club | Total club | 94    | 9     | 8      | 25               | 5                | 4                | 4                       | 3                       | 0                       | 123   | 17    | 12     |
| 1. 2.                        |            |            |       |       |        |                  |                  |                  |                         |                         |                         |       |       |        |

#### Goles internacionales
| Goles internacionales | Goles internacionales | Goles internacionales | Goles internacionales | Goles internacionales | Goles internacionales | Goles internacionales       | Goles internacionales | Goles internacionales | Goles internacionales |
| Fecha                 | Resultados            | Resultados            | Resultados            | Resultados            | Lugar                 | Estadio                     | Temporada             | Temporada             | Gol                   |
| --------------------- | --------------------- | --------------------- | --------------------- | --------------------- | --------------------- | --------------------------- | --------------------- | --------------------- | --------------------- |
| 17-07-2025            | Universidad de Chile  | 5                     | 0                     | Guaraní               | Santiago              | Estadio Nacional            | 2025                  | Copa Sudamericana     | 1                     |
| 24-07-2025            | Universidad de Chile  | 1                     | 2                     | Guaraní               | Asunción              | Estadio General Pablo Rojas | 2025                  | Copa Sudamericana     | 2                     |
| 13-08-2025            | Universidad de Chile  | 1                     | 0                     | Independiente         | Santiago              | Estadio Nacional            | 2025                  | Copa Sudamericana     | 3                     |

### Selecciones
| Selección      | Temporada     | Amistosos | Amistosos | Sudamérica | Sudamérica | Mundial | Mundial | Total | Total |
| Selección      | Temporada     | Part.     | Goles     | Part.      | Goles      | Part.   | Goles   | Part. | Goles |
| -------------- | ------------- | --------- | --------- | ---------- | ---------- | ------- | ------- | ----- | ----- |
| Sub-17 · Chile | 2019          | —         | —         | —          | —          | 1       | 0       | 1     | 0     |
| Sub-17 · Chile | Total         | 0         | 0         | 0          | 0          | 1       | 0       | 1     | 0     |
| Sub-23 · Chile | 2022          | 1         | 0         | —          | —          | —       | —       | 1     | 0     |
| Sub-23 · Chile | Total         | 1         | 0         | 0          | 0          | 0       | 0       | 1     | 0     |
| Adulta · Chile | 2022          | 1         | 0         | —          | —          | —       | —       | 1     | 0     |
| Adulta · Chile | Total         | 1         | 0         | 0          | 0          | 0       | 0       | 1     | 0     |
| Total carrera  | Total carrera | 2         | 0         | 0          | 0          | 1       | 0       | 3     | 0     |
| 1.             |               |           |           |            |            |         |         |       |       |

### Resumen estadístico
| Competición               | Partidos | Goles | Asistencias |
| ------------------------- | -------- | ----- | ----------- |
| Primera división de Chile | 67       | 5     | 1           |
| Copa Chile                | 11       | 1     | 3           |
| Selección Sub-17          | 1        | 0     | 0           |
| Selección Sub-23          | 7        | 2     | 0           |
| Selección adulta          | 1        | 0     | 0           |
| Total                     | 87       | 8     | 4           |

## Palmarés

### Títulos nacionales
| Título     | Club                 | País  | Año  |
| ---------- | -------------------- | ----- | ---- |
| Copa Chile | Universidad de Chile | Chile | 2024 |

## Enlaces enternos
- Lucas Assadi en Instagram
- perfil en el sitio web oficial de Universidad de Chile Archivado el 22 de junio de 2022 en Wayback Machine..

- Datos: Q107407592
- Multimedia: Lucas Assadi / Q107407592